# Álvaro López Núñez
Álvaro López Núñez (Lleó, 2 de juny de 1865 - Madrid, 30 de setembre de 1936) va ser un periodista i escriptor espanyol, acadèmic de la Reial Acadèmia de Ciències Morals i Polítiques i aferrissat defensor de l'assistència social, les assegurances socials i la democràcia cristiana. Va morir assassinat amb la seva filla Esther al començament de la Guerra Civil espanyola.

## Vida
Va ser l'últim fill d'una família nombrosa de vuit fills originària de La Bañeza. El seu pare va ser Deogracias López Villabrille, procurador en els Tribunals. López Núñez va créixer en un ambient humanístic; un dels germans va ser poeta i altres van participar en activitats no polítiques. Entre les amistats de la seva família figuraven persones tan destacades com Fernando Merino, gendre de Sagasta, Juan Manuel Ortí y Lara i Josep Maria Quadrado Nieto.
Va realitzar els seus estudis fins al batxillerat a Lleó, i posteriorment a Salamanca va estudiar i es va llicenciar en Filosofia i Lletres. Acabada la seva carrera, López Núñez es va dedicar a l'ensenyament privat a Palència, León i Medina de Rioseco i a la literatura.
En 1895, en complir els trenta anys, López Núñez, seguint els consells de Fernando Merino, d'Orti Lara i d'altres lleonesos coneixedors de les seves qualitats i propicis a ajudar-lo, es va traslladar amb la seva família a Madrid on desenvoluparà la major part de la seva carrera. En un primer moment va treballar en una modesta ocupació en Correus, per dedicar-se després a l'administració de finques urbanes, a les assegurances (en la societat "La Mundial", de la qual arribaria a ser secretari) i a la representació a Espanya de l'Editorial Benziger d'Einsiedeln, Suïssa, que publicaria algunes de les seves obres literàries.
Fundador de La Lectura Dominical, en 1899 es va convertir també en fundador del periòdic catòlic El Universo al costat de Rufino Blanco Sánchez, el grup polític entorn del marquès de Comillas i Juan Manuel Ortí y Lara. En aquest periòdic exerciria la crítica literària i teatral.
El 16 de desembre de 1919 va ser escollit acadèmic de la Reial Acadèmia de Ciències Morals i Polítiques i va prendre possessió el 6 de juny del següent any. El seu discurs d'ingrés va versar sobre l'"Ideario de Previsión Social"' i va ser contestat per Eduardo Sanz y Escartín, comte de Lizárraga.
En 1904 va ingressar a l'Instituto de Reformas Sociales, del que en seria secretari i en 1908 va col·laborar amb Eduardo Dato e Iradier i Eduard Maluquer i Tirrell en la creació de l'Instituto Nacional de Previsión, del que en fou secretari, subdirector i administrador. També es va interessar per l'educació dels sordmuts. Durant la dictadura de Primo de Rivera fou nomenat membre de l'Assemblea Nacional Consultiva. Durant la Segona República Espanyola va mantenir el seu càrrec com a Subdirector de la Inspecció de Treball fins que es va jubilar en 1935. Era en possessió de la Gran Creu de l'Orde d'Isabel la Catòlica, de l'encomana de l'Orde d'Alfons XII i l'Orde del Mèrit Militar
El cop d'estat del 18 de juliol de 1936 el va sorprendre a Madrid. El 29 de setembre de 1936 fou detingut juntament amb la seva filla Esther i enviat a una txeca. L'endemà els cadàvers d'ambdós aparegueren junt a les parets del cementiri de l'Almudena.